# Gregorio Pérez Companc
Gregorio „Goyo“ Pérez Companc (* 12. Oktober oder 23. Oktober 1934 in Buenos Aires; † vor oder am 14. Juni 2024, häufig nur Pérez) war ein argentinischer Unternehmer, der in der Liste der Milliardäre des Forbes Magazine geführt wird. In der Liste für 2009 wurde er mit einem geschätzten Vermögen von 1,8 Mrd. US-Dollar auf Platz 379 der reichsten Personen der Welt gelistet.

## Leben
Pérez Compancs Herkunft ist Gegenstand von Spekulationen. Obwohl seine Geburtsurkunde nie ausfindig gemacht wurde, gilt es als sicher, dass er 1934 geboren wurde. Nach Angaben aus dem Buch „Los Dueños de la Argentina“ von Luis Majul wurde er am 23. August 1945 mit dem Namen Jorge Gregorio Bazán als ehelicher Sohn von Benito Bazán und Juana Emiliana Molina eingetragen. Majul berichtet aber auch, dass andere Quellen sagen, er sei ein leiblicher Sohn Ramón Pérez Acuñas mit einer Hausangestellten. Er wurde offenbar 1946 von dessen Ehefrau Margarita Companc de Pérez adoptiert oder als Sohn anerkannt. Pérez Companc besuchte das Colegio La Salle in Buenos Aires, galt aber als schlechter Schüler und wurde von seinen Geschwistern Jorge Joaquín, Carlos und Alicia, den leiblichen Kindern von Pérez Acuña und Companc, nicht als gleichwertig akzeptiert. Im Gegensatz dazu bestimmte Companc de Pérez auf ihrem Sterbebett, dass er neben seinen Geschwistern gleichberechtigt sei.
Er lebte die meiste Zeit zurückgezogen auf einer Hacienda seiner Adoptivmutter, auf der er sich der Rinderzucht und Milchwirtschaft widmete, während seine Geschwister, insbesondere Carlos, das Familienunternehmen managten. Gregorio galt als wenig geeignet für das Geschäftsleben. 1961 heiratete er María Carmen „Munchi“ Sundblad, mit der er sieben Kinder (Margarita, Jorge, Rosario, Pilar, Cecilia, Pablo und Luis) hat; seine älteste Tochter starb 1984 mit 19 Jahren bei einem Autounfall in der Region Patagonien.
Nach dem Tod seines Stiefbruders Carlos 1977 nahm ihn seine Schwester Alicia in die Unternehmensleitung auf. (Ihr Bruder Jorge Joaquín war bereits 1959 verstorben.) Da das Unternehmen hauptsächlich in der Energiewirtschaft tätig war, waren gute politische Kontakte und diskretes Verhalten wichtige Eigenschaften, die Gregorio mitbrachte, um in den 1980er Jahren die Geschäfte zu führen. Das Unternehmen profitierte insbesondere von seinen guten Kontakten im Rahmen der Privatisierung von Staatsunternehmen unter Carlos Menem (siehe unten). Da Alicia 1998 starb und keines seiner Geschwister Nachkommen hinterlassen hatte, sind Gregorio und seine Familie heute Alleineigentümer des Konzerns.
Pérez Companc tritt sehr selten in Erscheinung und vermittelt das Bild eines asketisch lebenden, sparsamen Menschen, der eine große Distanz aufgebaut hat zu den meisten anderen argentinischen Wirtschaftsführern, die durch Feste in der Gesellschaftspresse präsent sind. Es wird berichtet, dass er täglich katholische Gottesdienste besucht. Er spendete bedeutende Beträge für insbesondere katholische Sozialprojekte und Institutionen des Opus Dei, darunter zwischen 50 und 80 Millionen Pesos (seinerzeit mit festen Wechselkurs 1:1 zum US-Dollar) für den Campus Pilar (mit Universitätsklinik) in Buenos Aires der vom Opus Dei betriebenen Universidad Austral. Sein Unternehmen bzw. die Pérez Companc-Stiftung haben zudem dazu beigetragen, die Universidad Católica Argentina zu einer der angesehensten Universitäten Argentiniens zu machen.
Er gilt als Anhänger von River Plate und sammelt alte Autos. Unter anderem erwarb er 2007 den Ferrari 330TRI/LM von 1962, mit dem Phil Hill und Olivier Gendebien das 24-Stunden-Rennen von Le Mans 1962 gewannen, einen Ferrari 340/375 MM Berlinetta und einen 340MM. Er besitzt außerdem einen Ferrari F50 und einen Ferrari Enzo Ferrari. Er plant ein Automuseum mit seiner Sammlung.
Seine Söhne sind im Autosport aktiv: Jorge und Luis nehmen an der Rallye-Weltmeisterschaft mit dem Munchis World Rally Team teil. Ihr Bruder Pablo trat 2007 als Rookie in der Indy Pro Series der Indy Racing League an, verletzte sich aber im März bei einem Unfall in seinem ersten Rennen auf dem Homestead-Miami Speedway sehr schwer an den Beinen, so dass er für den Rest der Meisterschaft ausfiel und keine Formel-Rennen mehr bestreiten wird, da seine Beine durch Verletzung und 14 Operationen zu sehr in Mitleidenschaft gezogen wurden.
Seine Frau ist wie Gregorio Pérez Companc und seine Adoptivmutter in der Landwirtschaft verwurzelt. Sie war jahrelang Vorsitzende des argentinischen Zuchtverbandes für Jersey-Rinder. Seit den 1990er Jahren baute sie eine kleine Kette von Eisdielen namens Munchi’s auf, die Eis verkaufen, das ausschließlich aus der Milch von Jersey-Rindern hergestellt wird. Das Stammhaus der Kette befindet sich in Belén de Escobar in der Provinz Buenos Aires, wo die Familie auch lebt und ein Anwesen von 262 Hektar besitzt. Hier befinden sich auch die Rinderzuchtfarm der Familie und ein weiteres Projekt von Munchi Sundblad: Temaikén, ein großer, von einer Stiftung geführter Privatzoo (Biopark), in dem die Tiere sich nicht in Käfigen befinden.
Die Familie besitzt auch Ländereien in Patagonien, unter anderem in Puerto San Julián, wo ebenfalls Landwirtschaft betrieben wird und sich eine Gold- und Silbermine befindet, an der die Familie beteiligt ist, sowie 60.000 Hektar Wald in der Provinz Misiones (in der Nähe der Iguaçu-Wasserfälle) und 100.000 Hektar Pinien- und Eukalyptuswälder in der Provinz Corrientes und 10.000 Hektar Weiden- und Pappel-Wälder im Delta des Paraná.

## Unternehmen
Pérez Compancs Unternehmensgruppe, der Grupo Perez Companc S.A., ist die größte Argentiniens.
Sie entstand 1946 als die Brüder Carlos und Jorge Joaquín Perez Companc mit der Ausgleichszahlung einer Landenteignung und mit Unterstützung von Vertretern der Katholischen Aktion und des Benediktiner-Abts von Buenos Aires in den Vereinigten Staaten vier Schiffe erwarben, mit denen sie ein Seetransportunternehmen aufbauten, das Routen zwischen Buenos Aires und Südargentinien bediente. 1959 erlangte das Unternehmen unter Präsident Arturo Frondizi eine Erdölkonzession, die Grundlage der Neuausrichtung des Unternehmens wurde, das in der Folgezeit unterstützt durch gute Beziehungen zu verschiedenen Regierungen prosperierte.
In der Ära Menem (1989–1999), als Gregorio Perez Companc bereits in der Unternehmensführung aktiv war, erwarb die Unternehmensgruppe bedeutende Anteile an Staatsbetrieben wie der Erdölraffinerie von San Lorenzo, die Transportadora de Gas del Sur und eine Beteiligung an Telecom Argentina.
Seit den 1990er Jahren sind seine Söhne Jorge und Luis in der Unternehmensgruppe federführend aktiv. Jorge ist seit 1997 offizieller Vizepräsident der PC Holding. Unter seiner Führung wurde unter Beratung durch McKinsey der Konzern umstrukturiert, was unter anderem den Verkauf der meisten im Zuge der Privatisierungen unter Menem erworbenen Beteiligungen einschloss, darunter die Beteiligungen an Telecom Argentina, Telefónica de Argentina, Einkaufszentren und Hotels sowie Metrogás. Der bedeutendste Verkauf war die Mehrheitsbeteiligung an der Bank Banco del Río de la Plata, die 1997 an den Banco Santander verkauft wurde. Ein Restanteil von 18,5 % ging 2000 an Merrill Lynch.
Zunächst lief die Strategie darauf hinaus, das Erdölgeschäft zum Kernbereich der Holding zu machen. Da jedoch in der zweiten Hälfte der 1990er Jahre die Erdölpreise fielen, die Wettbewerbsintensität im Erdölsektor weltweit zunahm und der Konzern bei der Übernahme von YPF von der spanischen Repsol überboten wurde, wurde diese Strategie geändert. Das Erdöl- und Energieunternehmen PeCom Energía wurde zunächst, trotz Angeboten von Shell, Enron und anderen aber nicht verkauft. 2002 wurde die Mehrheit von PeCom Energía schließlich an die brasilianische Petrobras verkauft.
Die Entscheidung soll maßgeblich innerhalb der Familie gefallen sein, wobei Perez Compancs Frau eine große Bedeutung zukam.
Der Eintritt der Söhne in den Konzern brachte mit sich, dass die drei bisher führenden Manager und Berater, Roque Maccarone, Eduardo Casabal und Oscar Vicente, nach und nach den Konzern verließen.
Mit den aus dem Verkauf der Beteiligungen erzielten Erlösen erwarb die Gruppe mehrere Unternehmen aus dem Nahrungsmittelbereich, darunter Molinos Río de la Plata, das 1999 für ca. 380 Mio. US-Dollar erworben wurde. Der landwirtschaftliche und agroindustrielle Bereich ist daher derzeit der Schwerpunkt der Unternehmensgruppe Perez Companc. Zur Unternehmensteilgruppe Landwirtschaft gehörten im Jahr 2001 zehn agroindustrielle Betriebe mit mehr als 87.000 Hektar Land, auf denen Rinderzucht und Milchwirtschaft betrieben wird und Weizen, Mais, Soja, Sonnenblumen und Reis angebaut werden.

## Fundación Perez Companc
Die Familienstiftung Fundación Perez Companc, die in Erinnerung an Margarita Companc von ihren Kindern gegründet worden war und seit dem Tod seiner Schwester Alicia ebenfalls Gregorio Perez Companc untersteht, leistet unter anderem Arbeit für wohltätige Zwecke. Sie war/ist allerdings auch Inhaber eines Teils der Aktiva und Beteiligungen der Perez Companc-Gruppe und erzielt(e) daraus Dividenden und andere Gewinnbeteiligungen.
Allerdings wurde ihr im Juni 2004 rückwirkend bis zum 29. April 1988 von der Administración Federal de Ingresos Públicos (AFIP), dem argentinischen Bundesfinanzamt, die Ausnahme von der Gewinnsteuer aberkannt, weshalb „hunderte von Millionen Pesos“ an Steuerersparnis zurückgefordert wurden. Die Begründung war, dass die Stiftung als Finanz-Holding tätig gewesen sei, Personen, die zum Perez Companc-Konzern gehörten, Gratifikationen gezahlt und Investitionen ins Ausland transferiert habe. Dementsprechend habe die Stiftung steuerrechtlich als „verkleidete Holding“ gewirkt. Sie sei die größte unter einer Reihe weiterer argentinischer Holdings mit vergleichbarem Modell gewesen. Der Vorsitzende der Stiftung, Carlos Cupi, widersprach dem und gab an, die erhaltenen Gewinne des Perez Companc-Konzerns an soziale Zwecke wie das Gesundheitszentrum Fleni, die Universidad Austral und Temaikén geflossen.